# Conlyde Luchanga
Conlyde Luchanga est un footballeur zambien né le 11 mars 1997. Il évolue au poste d'attaquant au Lusaka Dynamos.

## Biographie
Avec la sélection zambienne, il participe à la Coupe d'Afrique des nations des moins de 23 ans 2015 organisée au Sénégal, et à la Coupe d'Afrique des nations 2015 qui se déroule en Guinée équatoriale.

## Carrière
- 2015-201. : Lusaka Dynamos ( Zambie)